# Obrázkový slovník moravskoslezského nářečí
Obrázkový slovník moravskoslezského nářečí, nazývaný také Cyklostezka s kresleným slovníkem moravskoslezského nářečí, je krátká netradiční cyklostezka a naučná stezka. Nachází se v Jeseníku nad Odrou v okrese Nový Jičín v Moravskoslezském kraji. Geograficky leží v nížině Oderská brána v CHKO Poodří a na Moravě.

## Historie a popis
Nachází se na severozápadním začátku místní Jabloňové aleje a je součástí místní Designové cyklotrasy a několika dálkových cyklostezek (cyklistická trasa 5, cyklistická trasa 503, EuroVelo 4, Cyklotrasa GW Krakov-Morava-Vídeň). Má délku cca 70 m a na asfaltovém povrchu je opatřena nástřiky obrázků s texty z populárního designu Kresleného slovníku moravskoslezského nářečí s charakteristickým rukopisem designéra a kreslíře Radka Leskovjana z grafického a oděvního studia UAX. Byla postavena v roce 2021 a leží na úseku Jeseník nad Odrou - Hůrka. Cyklostezka Obrázkový slovník moravskoslezského nářečí tak úsměvnou a netradiční formou vysvětluje specifické moravskoslezské výrazy, jimž návštěvníci z jiných částí Česka často nerozumějí. A tak každé slovníkové heslo je doplněno vysvětlujícím obrázkem.

## Další informace
Cyklostezka Obrázkový slovník moravskoslezského nářečí je celoročně volně přístupná. Stejně laděná cyklostezka existuje i v blízkém Vražném na trase Jeseník nad Odrou - Vražné.

## Galerie

Nápisy na stezce
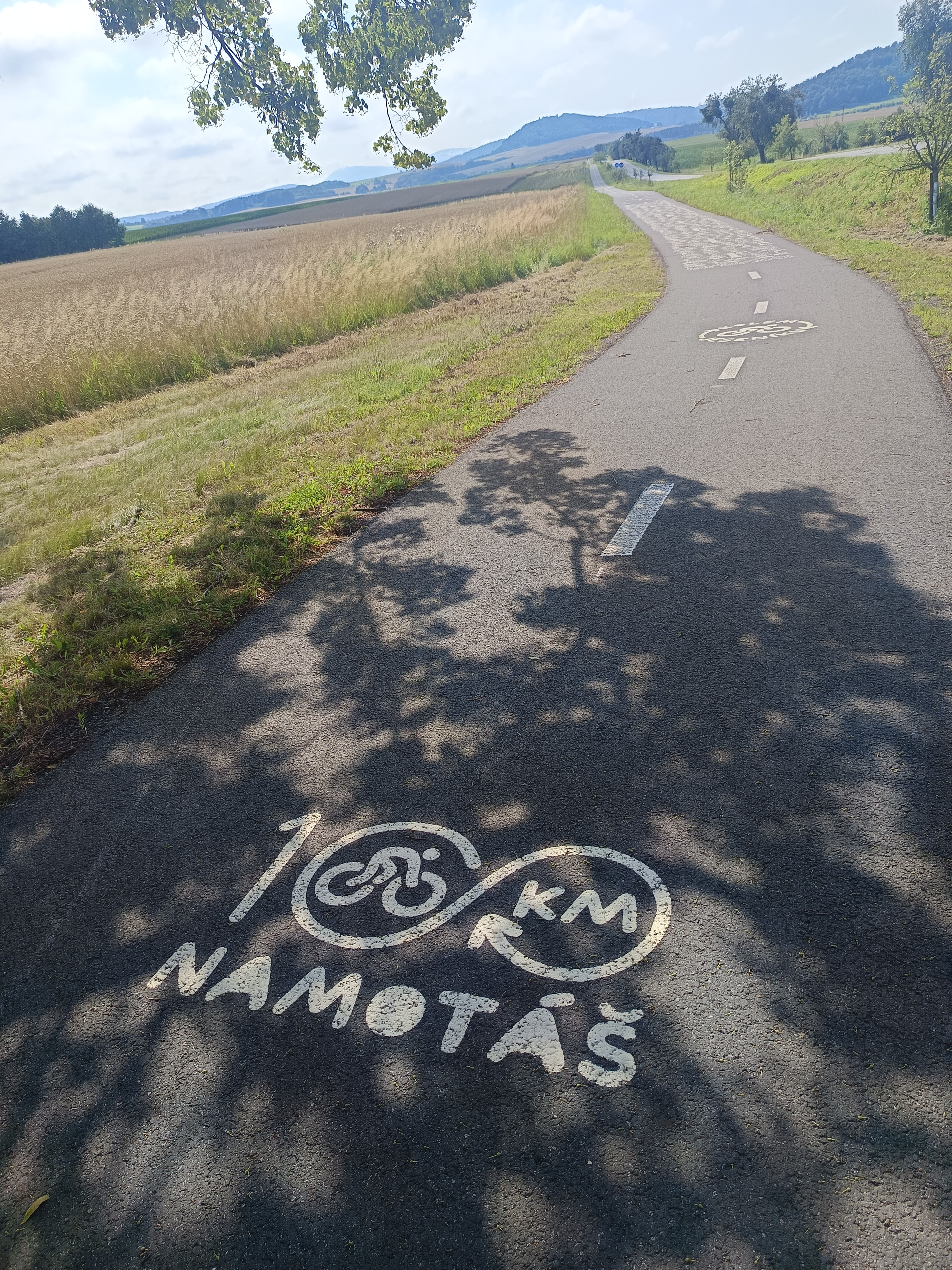
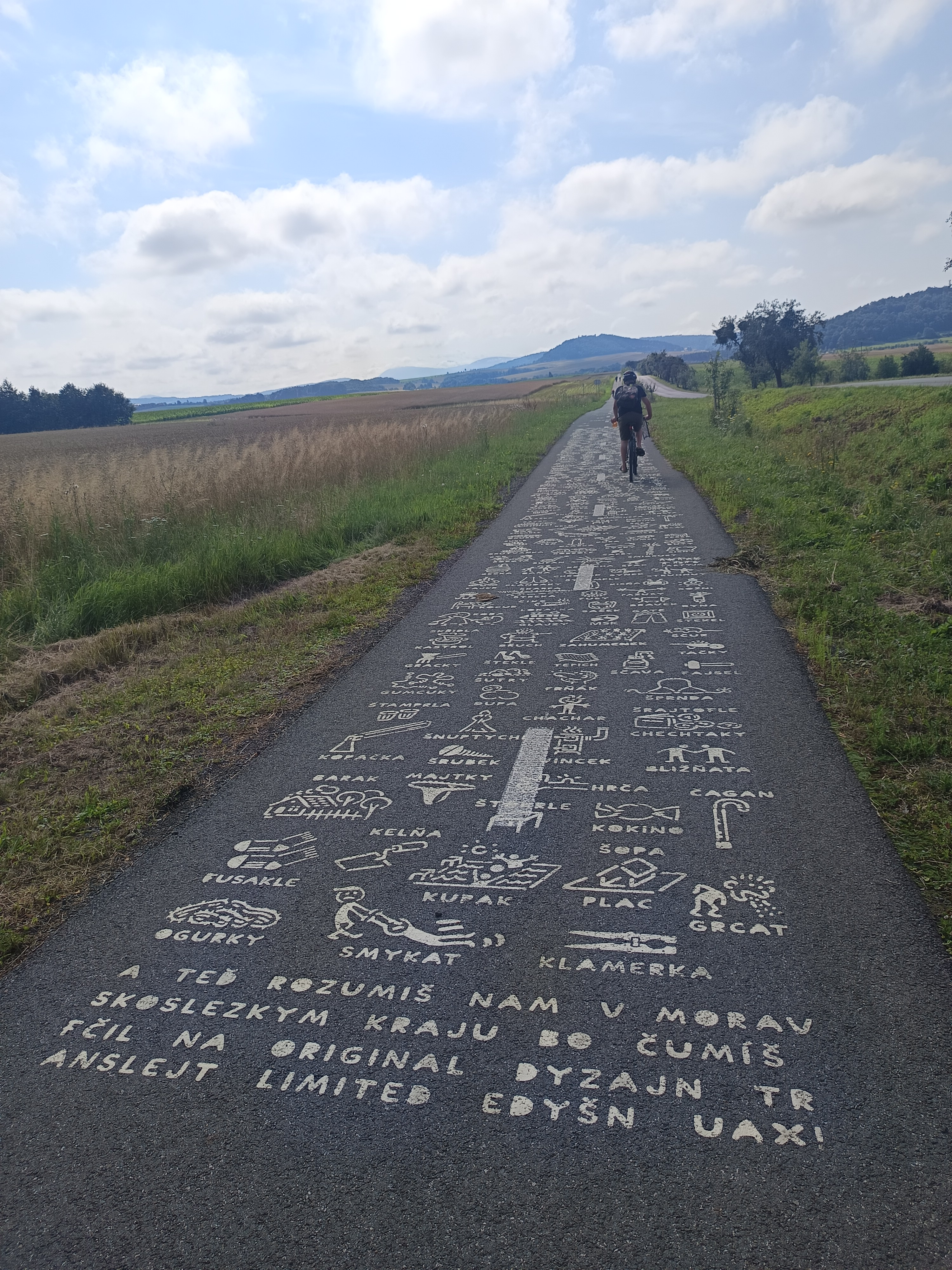